# Alata (Corse-du-Sud)
Alata település Franciaországban,  Corse-du-Sud megyében. Lakosainak száma 3645 fő (2022. január 1.). Alata Ajaccio, Afa, Appietto és Villanova községekkel határos.

## Népesség
A település népességének változása:
| Lakosok száma | 410  | 1132 | 2459 | 2820 | 2998 | 3173 | 3244 | 3350 | 3562 | 3645 |
|               | 1968 | 1982 | 1999 | 2006 | 2011 | 2015 | 2017 | 2018 | 2020 | 2022 |